# Jan Bavor (biskup ołomuniecki)
Jan Bavor (zm. 1 października 1201 w Milevsku) – biskup ołomuniecki w latach 1199–1201.
Pochodził z Czech. Był zakonnikiem klasztoru premonstratensów na Strahovie w Pradze. Król Przemysł Ottokar I mianował go w 1199 biskupem ołomunieckim. Jan okazał się człowiekiem rozrzutnym i nadużywającym alkoholu.